# Györgytarló
Györgytarló je vas na Madžarskem, ki upravno spada pod podregijo Sárospataki Županije Borsod-Abaúj-Zemplén.